# HD191439
HD191439 — хімічно пекулярна зоря спектрального класу B9, що має видиму зоряну величину в смузі V приблизно  8,9.
Вона  розташована на відстані близько 704,4 світлових років від Сонця.

## Фізичні характеристики
Телескоп Гіппаркос зареєстрував фотометричну змінність  даної зорі з періодом    1,63 доби в межах від  Hmin= 8,96 до  Hmax= 8,87.

## Пекулярний хімічний склад
Зоряна атмосфера HD191439 має підвищений вміст 
Cr
.